# Tóth József (fotóművész)
Tóth József, művészneve: Tóth József Füles, (Budapest, 1940. május 25.) karikaturista, fotográfus, képszerkesztő, reklám- és illusztrációs fényképész, fotóművész, 2024-ben a Hegyvidék díszpolgára cím tulajdonosa lett.

## Életpályája
Képzőművészeti érdeklődése a gimnáziumi évek alatt kezdődött, ami a karikatúrák rajzolásában nyilvánult meg.
1960-ban fényképészgyakornok lett az MTI Fotónál, majd szakmunkásvizsga után, a reklámfotós lett. Mesterei Zacsek Gyula és Németh József. Németh hatása meghatározónak bizonyult, a tőle tanult munkamódszer alapvetően befolyásolta stílusát, amelyre a fotó és grafika együttes alkalmazása jellemző. 1960-1965 között számtalan újságban, folyóiratban jelentek meg, főleg szöveg nélküli rajzai: Füles, Ország-világ, Lobogó, Nők Lapja, Magyar Szemle stb.
1970-től szabad foglalkozású. Munkáival új szemléletet hozott ebben a műfajban, új iskolát teremtve.
1972 előtt kizárólag grafikus reklámok léteztek Magyarországon, fényképes hirdetések még nem. A nagy áttörést a Tehéntúró reklámja hozta 1974-ben. Fotóján túróból megformált bocifej volt, aminek orrlyukai félbevágott paradicsomból, fülei félbevágott zöldpaprikából, szarvai pedig két kifliből voltak.
Mindenki leszólta a képet, de az egyik zsűritag, Töreky Ferenc grafikus szembeszállt velük, és fejükhöz vágta, hogy irigyek – annyira hatásos volt a kifakadás, hogy végül átengedték. Pechükre abban az évben a kép megnyerte az év plakátja díjat, és elképesztő volt a közönségsikere is.
Tóth József Füles munkáira az átgondolt kompozíció, ötlet, humor, látványos megjelenítés volt a jellemző, amely a hetvenes években különlegesen új hangvételt, stílust jelentett. Az addig nem sokra becsült reklámfényképezés elismeréseként 1965-ben vették fel a Magyar Fotóművészek Szövetségébe.
2019. február 8-án Tóth József Füles fotóművész Legendás fotómodellek a XX. századból címmel a Klebelsberg Kultúrkúria tárlatán a reklámfényképezés hőskorszakából mutatott be válogatást kedvenc modelljeiből, ami egyúttal életmű-kiállítás is volt.

## Egyéni kiállítások
- 1966: MTI Vadas Ernő terme
- 1983: Debrecen
- 1985: Vigadó Galéria, Budapest

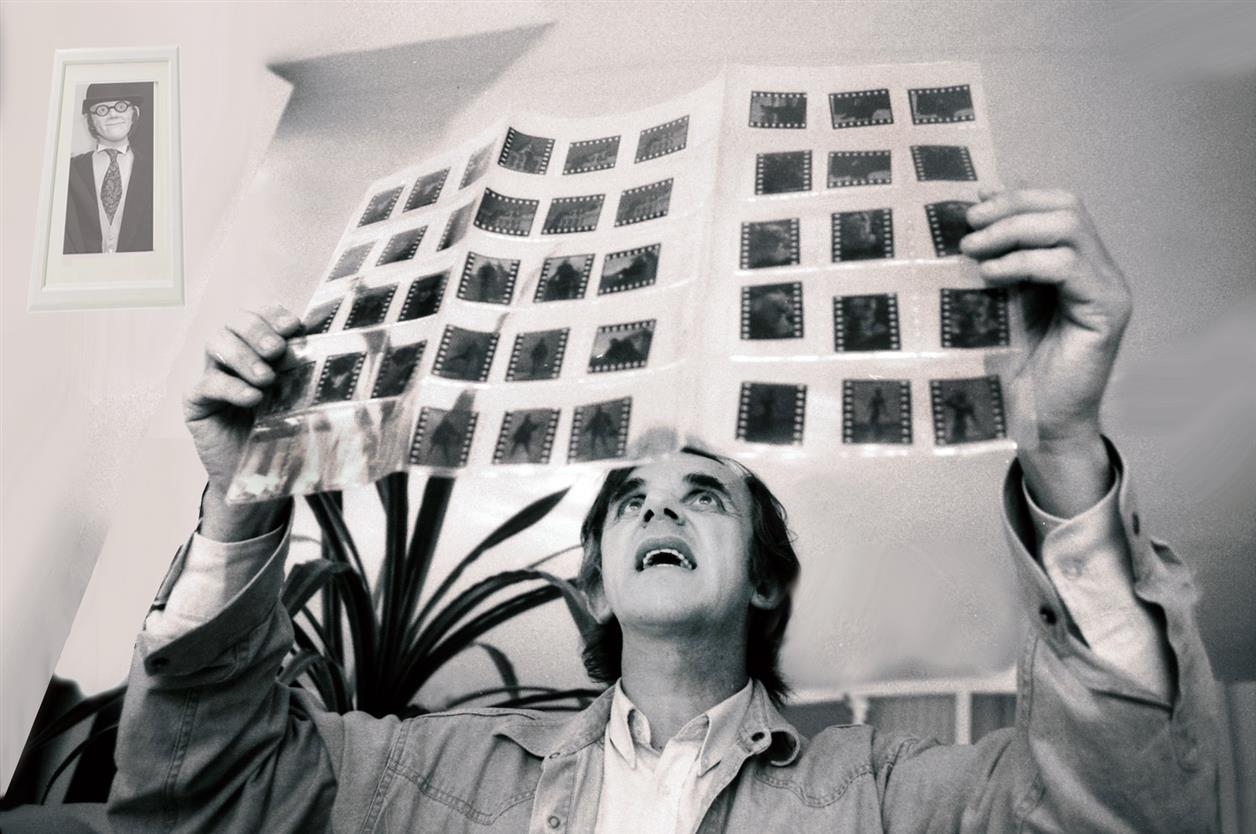
(Fotó:Rózsavögyi Gyöngyi)

- 1988: Fotóművészeti Galéria, Budapest
- 2001: Magyar fényképészek arcképcsarnoka. Magyar Fotográfusok Háza, Budapest
- 2002: Tóth József képei, Artphoto Galéria – www.artphoto.hu
- Tóth József Füles: Lássátok feleim… Reklámfotók 1962-1970. Vintage Galéria, Budapest.
- 2019: Legendás fotómodellek a XX. századból, Klebelsberg Kultúrkúria, Budapest, Magyarország (február 8.)

## Válogatott csoportos kiállítások
- 1966: A magyar fotóművészet 125 éve, Magyar Nemzeti Galéria, Budapest
- 1981-82: TÉNY – KÉP, A magyar fotográfia története 1840-1981, Műcsarnok, Budapest
- 1998: Magyar fotográfia, Műcsarnok, Budapest
- 1999: Fotószalon 3., a MAOE fotótagozata kiállítása, Olof Palme Ház, Budapest
- 2000: Fotószalon 4., a MAOE fotótagozata kiállítása, Vigadó Galéria, Budapest
- 2001: Országos Fotóművészeti Kiállítás – Fotószalon 2001, Műcsarnok, Budapest
- 2003: Kortárs magyar fotográfia 2003, Pécsi Galéria.
- Művei közgyűjteményekben
- Magyar Fotográfiai Múzeum, Kecskemét
- Jelenkori Fotóművészeti Gyűjtemény

## Könyvei
- 2001 Magyar fényképészek arcképcsarnoka
- 2001 Füles mester mosolyalbuma
- 2002 Füles mester képeskönyve
- 2004 Középkori magyar templomos könyv
- 2005 Zsinagógák Magyarországon
- 2005 Füles mester panoptikuma
- 2005 Petőfi fényképezőgéppel
- 2006 KARIKATÚRÁK 1965
- 2007 RUDAS gyógyfürdő
- 2007 Reklámfotók
- 2008 A hegedű mosolya
- 2008 Múltunk hídjai
- 2009 Radnóti 100 vers 100 kép
- Kresz Albert–Markovics Ferenc–Tóth József: Fotó hátország jeles katonái; HUNGART Vizuális Művészek Közös Jogkezelő Társasága Egyesület, Budapest, 2011
- 2011 Rejtőzködő Budapest
- 2012 Szentendrei festők arcképcsarnoka
- Józsefváros képeskönyve 1; fotó Tóth József; Józsefvárosi Önkormányzat, Budapest, 2012

## Film, TV
Ízlések és fotonok 1-5. Duna TV, 2003. április-május (szerkesztő-rendező: Kovács György, operatőr: Babos Tamás, műsorvezető: Szabó Gábor. Tivoli-Filmprodukció Kft. 2003)

## Díjak
- 1978 – Balázs Béla-díj
- 1980 – Magyar Reklámért Emlékérem
- 1983 – Pécsi József-díj
- 1988 – Érdemes művész
- 2001 – Magyar Fotóművészek Szövetsége Életműdíj
- 2004 – Magyar Alkotóművészek Országos Egyesülete, Nagydíj
- 2008 – Kiváló művész